# Hitman: Absolution
Hitman: Absolution est un jeu vidéo d'infiltration en vue à la troisième personne développé par IO Interactive et édité par Square Enix, sorti sur PlayStation 3, Xbox 360 et Windows en novembre 2012.
Conçu et réalisé par Tore Blystad, il est le premier jeu de la série à être disponible sur la PlayStation 3, et est aussi le premier opus édité par Square Enix, après leur acquisition de Eidos Interactive en 2009. Warner Bros. Interactive Entertainment a publié des versions améliorées d'Absolution et Blood Money, sorti sur PlayStation 4 et Xbox One en 2019.
L'histoire du jeu se plonge dans la vie mystérieuse de l'Agent 47, le protagoniste de la série.

## Intrigue

### Contexte
Pour la première fois dans la série, le scénario tourne autour d'une quête plus personnelle pour l'Agent 47, à la suite d'une probable trahison de son agence. Hitman : Blood Money se termina par la scène dans laquelle Diana aida 47 pour sa présumée mort, afin de ruiner les plans de La Franchise. 47 tua leur chef, l'ancien directeur du FBI, Alexander Leland Cayne, qui faisait partie d'une société secrète appelée Alpha Zerox. Diana et le reste de l'ICA ne connaissait alors pas la localisation exacte de 47, ni le joueur d'ailleurs - bien que la dernière scène montre 47 entrer dans un établissement asiatique, demandant étrangement ce qu'ils ont à offrir « de préférence dans l'arrière boutique ».
La première analyse approfondie du trailer du jeu montre 47 à l'assaut d'une planque, et confrontant Diana alors qu'elle est sous une douche. 47 se trouve alors « trahi par ceux à qui il a fait confiance et est maintenant recherché par la police. Il se retrouve soudainement au centre d'une sombre conspiration et doit embarquer pour un voyage personnel à travers un monde, corrompu et tordu, dans sa recherche sur la vérité ». Une partie du jeu prend place à Chicago, et le reste au Dakota du Sud. Un autre trailer montre 47 « retirant » son célèbre code à barres. Le suivant, révélé au Spike VGAs 2011 montre alors Diana, tuée par 47.
Contrairement aux précédentes versions, qui s'enchaînaient ou du moins se répondaient dans le choix des missions et de certains personnages, Hitman : Absolution n'est pas défini comme une chronologie spécifique d'Hitman.

### Résumé
47 est chargé par l'Agence d'aller éliminer Diana dans sa villa (ancienne employée de l'Agence, elle était dans les jeux précédents le seul contact de 47 et était à ce titre chargée de lui donner ses ordres d'assassinat, moyennant rétribution de l'Agence). Il lui tire une balle alors qu'elle prend sa douche et, alors qu'elle agonise, lui demande de prendre soin d'une jeune fille, Victoria (Diana avait choisi de trahir l'Agence pour protéger Victoria, sur laquelle était apparemment menées des expériences). 47 hésite, alors qu'au téléphone, le chef de l'Agence, Benjamin Travis, lui demande de l'achever ; il rompt finalement tout contact avec l'Agence et l'on ne connaît pas le sort de Diana (il est toutefois supposé qu'elle est morte).
La première partie du jeu se déroule à Chicago. 47 cache Victoria dans un orphelinat religieux ; il apparaît qu'un mystérieux objet qu'elle porte autour du cou lui donne des forces et que sans lui, elle devient vulnérable. 47 souhaite alors savoir pourquoi la jeune fille est pourchassée et en échange d'informations que détient un mafieux asiatique, Birdie, lui donne son arme fétiche (ses Silverballers), et accepte d'effectuer plusieurs contrats. Il tue d'abord le « roi de Chinatown », un cacique du quartier chinois de Chicago. Birdie confie ensuite à 47 qu'il trouvera des informations auprès de Dexter, un homme d'affaires qui loge au dernier étage de l'hôtel Terminus. Mais arrivé sur place, l'agent est maîtrisé par un des hommes de main de Dexter, Sanchez (un immense colosse), et 47 est laissé pour mort à côté d'une femme de chambre assassinée afin de le rendre coupable aux yeux de la police, prévenue et arrivée sur les lieux. Dexter a toutefois pris le soin de mettre le feu au bâtiment et 47 réussit à s'enfuir par les toits, pourchassé par la police. Il traverse ensuite la Harold Washington Library (une bibliothèque abandonnée), quadrillée par la police et un appartement où vivent des junkies. Il parvient à s'enfuir en se fondant dans la foule du métro aérien. Toujours en chasse, 47 se rend au Vixen Club, une boîte de strip-tease, afin de tuer le propriétaire pour Birdie. Il retourne ensuite dans le quartier chinois afin d'éliminer trois cibles. Mis au courant de l'arrivée imminente des hommes de Dexter à l'orphelinat, 47 va y chercher Victoria, mais celle-ci est enlevée par ces-derniers. 47 réussit toutefois à tuer Wade, l'un des lieutenants de Dexter, et apprend qu'il a gagné Hope, une ville du Dakota du Sud.
La deuxième partie du jeu se passe à Hope, siège de Dexter Industries, une compagnie propriété de l'homme d'affaires du même nom, qui fabrique des mines et des explosifs. 47 se rend d'abord dans une armurerie afin de récupérer ses Silverballers, qui ont atterri ici après que Birdie a rejoint le camp de Dexter. Il tue ensuite Lenny, le fils de Dexter, et sa bande, qui font peu ou prou régner leur loi sur Hope avec la complicité de la police locale. 47 infiltre par la suite le siège de Dexter Industries afin de récupérer des informations sur Victoria : il s'agit comme lui d’un clone doué de capacités meurtrières exceptionnelles, mais qu'elle ne connaît pas encore. L'agent en profite pour tuer plusieurs scientifiques impliqués dans ces travaux sur Victoria. Ceci explique également pourquoi l'Agence souhaite la récupérer à tout prix ; sans comprendre sa vraie nature, Dexter espère pour sa part gagner de l'argent et la revendre à un gros prix à l'Agence. 47 se rend ensuite à une arène où Sanchez, l'homme de main de Dexter, combat comme catcheur. Il doit également combattre les « Saints », des tueuses déguisées en nonnes qui prennent d'assaut le motel où il passe la nuit. 47 avait appris par Sanchez que Victoria était détenue dans la prison du tribunal du comté et s'y rend afin de la libérer. Il est néanmoins arrêté par le shérif Skurky, un homme à la solde de Dexter, et Victoria est une nouvelle fois déplacée. L'Agence, prévenue, investit Hope afin de tuer 47, qui parvient pourtant à éliminer Skurky et à s'échapper.
La troisième et dernière partie se déroule à nouveau à Chicago, à Blackwater Park, un bâtiment appartenant à Dexter. 47 s'y infiltre afin de gagner le dernier étage, penthouse où vit Dexter et son associée, Layla. Un peu auparavant, Travis remet, au nom de l'Agence, plusieurs millions de dollars à Dexter, en échange de la promesse de se voir remettre la jeune Victoria. 47 arrive à tuer Layla. Pris de court, Dexter décide de faire sauter l'immeuble afin que 47 y périsse. L'agent parvient toutefois à arrêter Dexter sur la piste d'hélicoptère où il prévoyait de s'échapper, à le tuer, et à récupérer Victoria (qui a entre-temps montré qu'elle était capable de prouesses de tueuse lorsqu'elle porte son collier). De son côté, l'Agence comprend qu'elle ne récupérera pas Victoria mais commence à douter de la mort de Diana. Travis se rend alors au cimetière où se trouve son caveau familial afin d'exhumer le corps officiellement enterré (on apprend que les autres membres de l'Agence commencent à être agacés du comportement de Travis, qui a fait du sort de 47 un cas personnel). 47 s'y infiltre, tue Jade, l'adjointe de Travis, trois mercenaires qui protègent Travis puis Travis lui-même. Le jeu se termine sur une cinématique dans la villa de Diana : celle-ci est bien vivante et vit avec Victoria, qui hésite à jeter son collier à la mer (ce qui déterminerait donc son futur). 47 les observe depuis un bateau et s'en va.

## Système de jeu
Il a été premièrement confirmé que le jeu prendra place aux États-Unis et inclura une option « en ligne ». En plus, sera ajouté au jeu l'« instinct mode » qui permettra à 47 de prédire les itinéraires des patrouilles ennemies, exactement comme le « sonar vision » dans Tom Clancy's Splinter Cell : Conviction, le « detective mode » dans Batman : Arkham Asylum.
Contrairement aux précédents opus, le système de jeu ne fonctionne pas sur des contrats à réaliser mais suit une intrigue personnelle dans un cadre spatio-temporel restreint (au regard des autres versions qui se déroulaient dans plusieurs pays du monde, indépendamment les unes des autres) et de ce fait, le mode de fonctionnement est plus linéaire : il n'y a plus de vaste de carte où l'on peut accéder à tout moment de la mission (la carte en elle-même n'est plus visible sur une interface distincte mais dans le coin bas-gauche de l'écran), mais une succession de lieux qui s'enchaînent logiquement mais ne permettant pas de revenir en arrière, alors qu'il était souvent obligatoire de revenir au point de départ pour s'échapper dans les autres versions. Cela participe à rendre le jeu plus réaliste[non neutre] mais rompt avec l'histoire de la saga ; faisant face à des critiques, la production a annoncé que le sixième opus verrait le retour des « missions-contrats ».

### Multijoueur
Ce nouvel opus inclut une option de jeu en ligne, « Contracts ».

## Développement

### Distribution des rôles
L'Agent 47 est comme depuis le début de la franchise interprété par David Bateson. Ce n'est pas le cas de Diana Burnwood, interprétée par Marsha Thomason en lieu et place de Vivienne McKee,. Powers Boothe incarne Benjamin Travis.

### Musique
La bande originale a été composée par Peter Kyed et par Peter Peter, remplaçant le même compositeur des jeux précédents, Jesper Kyd.

## Commercialisation
La Professional Edition de Hitman Absolution est vendue sous le profil du Professional Clamshell (mallette) incluant le jeu, un livre d'art sur Hitman, un Making of DVD ainsi que l'Agency Gun Pack DLC.
Hitman: Sniper Challenge, une expérience autonome est un bonus exclusif disponible uniquement aux personnes qui ont précommandé Hitman : Absolution depuis Gamestop aux États-Unis. Il est également disponible auprès des détaillants participants dans d'autres pays. Un code fourni au moment de la pré-commande est tout de même rachetable par l'intermédiaire de PS Store, Xbox Live et PC. Hitman : Sniper Challenge n'est, de toutes manières, pas disponible par un autre intermédiaire. Alors que la version pour console a été lancée dans le monde entier le 15 mai 2012, la version PC sera disponible à partir du 1er août 2012,.
Le jeu est sorti le 20 novembre 2012.

## Réception

### Critiques
Hitman: Absolution a reçu des critiques "généralement positives", selon Metacritic. Des critiques positives sont venues de GamesRadar+, le qualifiant de "l'une des entrées les plus fortes de la série à ce jour", et Game Informer, qui a écrit que "concevoir une stratégie, utiliser l'environnement et les déguisements à votre avantage, et partir avant que quelqu'un ne sache que vous êtes là sont les caractéristiques d'un succès parfait, et Absolution prouve qu'Agent 47 est toujours le premier tueur à gages du jeu".

### Ventes
Le 26 mars 2013, Square Enix a annoncé que le jeu s'était vendu à environ 3,6 millions d'exemplaires au détail, mais qu'il n'avait pas atteint les objectifs de vente prévus.

### Polémique
Le 29 mai 2012, une bande-annonce cinématique produite par les studios spécialisés en infographie de Square Enix, Visual Works, appelée Attack of the Saints fut dévoilée,. Cette bande annonce montrait 47 avec un pistolet, tuant des nonnes vêtues en PVC noir moulant dans une « grêle de balles ». Suscitant l'indignation ainsi que la controverse sur le caractère sexiste de la représentation des femmes dans les jeux vidéo,, Tore Blystad, d'IO Interactive et concepteur du jeu, présenta plus tard ses excuses en expliquant : « Nous sommes désolés d'avoir offensé bien que ce n'était vraiment pas l'intention de la bande-annonce ». Peu de temps après, une nouvelle controverse vit le jour concernant la représentation des femmes entourant un autre jeu vidéo édité par Square Enix, Tomb Raider.

## Annexe